# Rafał Mucha

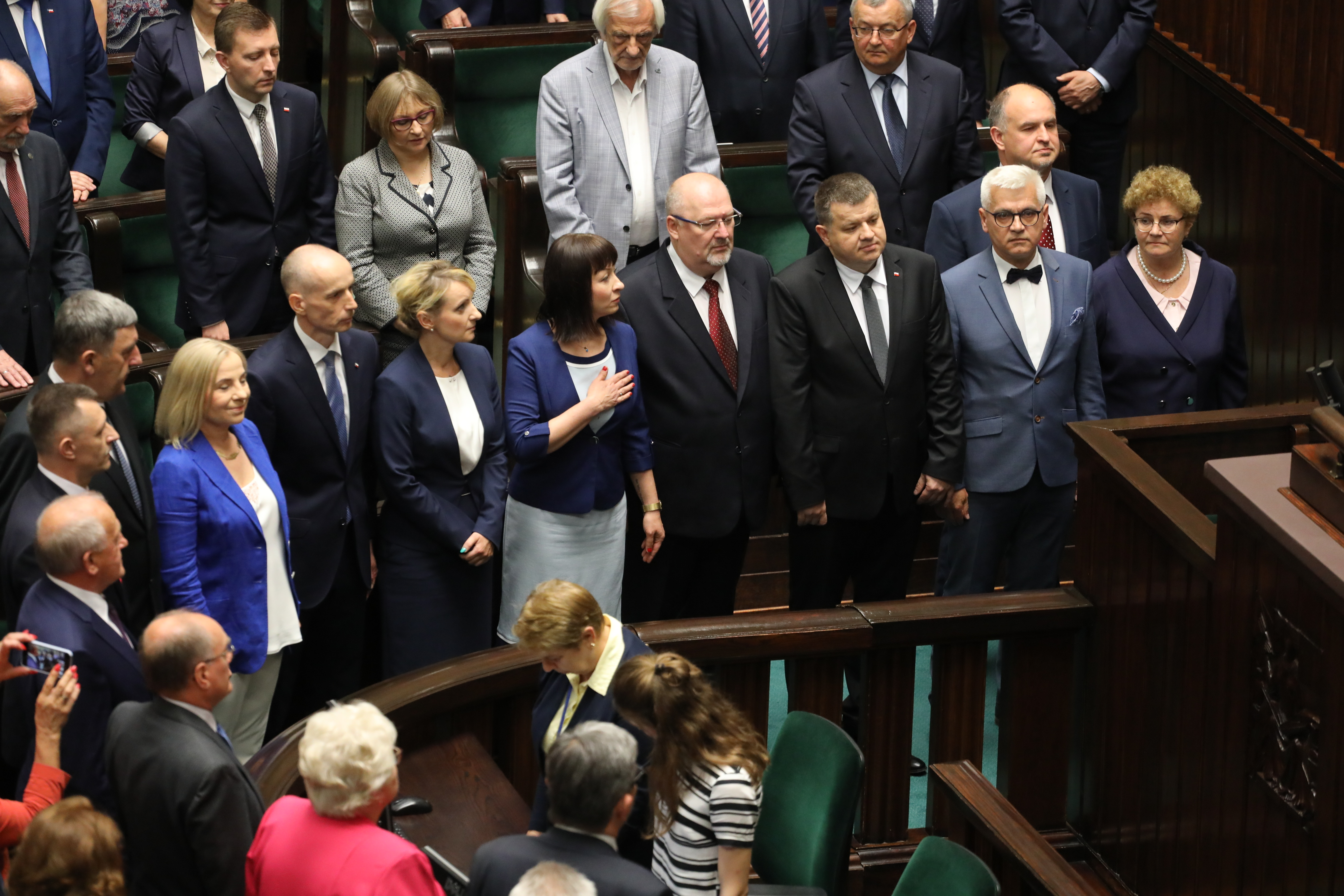
Rafał Mucha (w pierwszym rzędzie, trzeci od lewej)

Rafał Marek Mucha (ur. 10 października 1972 w Gryfinie) – polski samorządowiec, polityk i menedżer, w 2019 poseł na Sejm VIII kadencji.

## Życiorys
Ukończył studia magisterskie z ekonomii (1996) i prawa (2012) na Uniwersytecie Szczecińskim. Na tej uczelni kształcił się także podyplomowo w zakresie rachunkowości i zarządzania projektami europejskimi, zdobył również uprawnienia księgowego. Rozpoczął studia doktoranckie na Wydziale Prawa i Administracji Uniwersytetu Szczecińskiego. Pracował jako referent i naczelnik wydziału w Banku Pekao. Przez 12 lat pozostawał prezesem Przedsiębiorstwa Usług Komunalnych w Gryfinie. Od 2016 był wicedyrektorem, a od 2017 dyrektorem Zespołu Elektrowni Dolna Odra.
Początkowo działał w Unii Wolności, później związał się z lokalnym Bezpartyjnym Blokiem Samorządowym burmistrza Henryka Piłata. W 2006, 2010 i 2014 był wybierany do rady powiatu gryfińskiego (najpierw z ramienia BBS, a w 2014 z listy Polskiego Stronnictwa Ludowego). W 2014 kandydował także z ramienia własnego komitetu na burmistrza Gryfina. W drugiej turze uzyskał 45,25% poparcia, przegrywając z Mieczysławem Sawarynem.
Później związał się z Prawem i Sprawiedliwością. Z jego listy w 2015 bez powodzenia kandydował do Sejmu w okręgu szczecińskim, otrzymując 5000 głosów i zajmując siódme miejsce wśród kandydatów PiS (partii przypadło w tym okręgu 5 miejsc w Sejmie). 12 czerwca 2019 objął mandat posła w miejsce wybranego do Europarlamentu Joachima Brudzińskiego (po rezygnacji Haliny Szymańskiej). W wyborach w tym samym roku nie uzyskał poselskiej reelekcji. W 2020 wszedł w skład zarządu przedsiębiorstwa Enea; objął funkcję wiceprezesa zarządu. Został odwołany z zarządu spółki w listopadzie 2023. W wyborach w tym samym roku ponownie był kandydatem PiS do Sejmu. W 2024 bez powodzenia ubiegał się o urząd burmistrza Gryfina.

## Życie prywatne
Jest starszym bratem Pawła Muchy, zastępcy szefa Kancelarii Prezydenta RP w okresie prezydentury Andrzeja Dudy.